# Presbone
Presbone è un personaggio della mitologia greca. Fu un principe della della Beozia e re di Orcomeno.

## Genealogia
Figlio di Frisso o di Minia e di Calciope, quest'ultima a volte citata anche con il nome di Iofassa ed ebbe un figlio chiamato Climeno.

## Mitologia
Secondo Pausania, Presbone fu re di Orcomeno, ma non fu uno dei quattro figli di Frisso che cercarono di aiutare gli Argonauti nelle loro avventure (Citissoro, Argeo, Frontide e Mela) Alla sua morte il regno passò a suo figlio Climeno.

### Moderna
- Robert Graves, I miti greci, Longanesi, 1992
- Angela Cerinotti, Miti greci e di Roma antica, Giunti, 2018
- Anna Ferrari, Dizionario di mitologia, UTET, 2015, ISBN 88-02-07481-X